# Inga huberi
Inga huberi är en ärtväxtart som beskrevs av Adolpho Ducke. Inga huberi ingår i släktet Inga och familjen ärtväxter. Inga underarter finns listade i Catalogue of Life.